# Трискайдекафобия
Трискедекафобията или тердекафобия (на старогръцки: τρεισκαίδεκα – „тринадесет“ и φόβος – „страх“) е болезнен страх от числото 13. Този страх се счита за суеверие, исторически свързано с религиозни предразсъдъци. Специфичния страх от петък 13-и се нарича параскаведекатриафобия.